# Argentina i olympiska sommarspelen 2008
Argentina i olympiska sommarspelen 2008 bestod av 137 idrottare som blivit uttagna av Argentinas olympiska kommitté.

## Medaljörer
| Medalj | Namn                                | Sport      | Gren                |
| ------ | ----------------------------------- | ---------- | ------------------- |
| Guld   | Juan Curuchet Walter Pérez          | Cykling    | Herrarnas madison   |
| Guld   | Argentinas herrlandslag i fotboll   | Fotboll    | Herrarnas turnering |
| Brons  | Paula Pareto                        | Judo       | Damernas 48 kg      |
| Brons  | Argentinas damlandslag i landhockey | Landhockey | Damernas turnering  |
| Brons  | Santiago Lange Carlos Espínola      | Segling    | Herrarnas Tornado   |
| Brons  | Argentinas herrlandslag i basket    | Basket     | Herrarnas turnering |

## Basketboll
- Huvudartikel: Basketboll vid olympiska sommarspelen 2008

| Lag        | V | F | PF  | PA  | PDiff | Poäng |
| ---------- | - | - | --- | --- | ----- | ----- |
| Litauen    | 4 | 1 | 425 | 400 | +25   | 9     |
| Argentina  | 4 | 1 | 425 | 361 | +64   | 9     |
| Kroatien   | 3 | 2 | 399 | 380 | +19   | 8     |
| Australien | 3 | 2 | 457 | 405 | +52   | 8     |
| Ryssland   | 1 | 4 | 387 | 406 | -19   | 6     |
| Iran       | 0 | 5 | 323 | 464 | -141  | 5     |

| 2008-08-10 |         |            |
| Litauen    | 79 – 75 | Argentina  |
| 2008-08-12 |         |            |
| Argentina  | 85 – 68 | Australien |
| 2008-08-14 |         |            |
| Argentina  | 77 – 53 | Kroatien   |
| 2008-08-16 |         |            |
| Iran       | 82 – 97 | Argentina  |
| 2008-08-18 |         |            |
| Argentina  | 91 – 79 | Ryssland   |

|  | Kvartsfinal | Kvartsfinal | Kvartsfinal |         |         | Semifinal | Semifinal | Semifinal |            |            | Final      | Final      | Final |
|  |             |             |             |         |         |           |           |           |            |            |            |            |       |
|  | A2          | Argentina   | 80          |         |         |           |           |           |            |            |            |            |       |
|  | B3          | Grekland    | 78          |         |         |           |           |           |            |            |            |            |       |
|  | B3          | Grekland    | 78          |         | A2      | Argentina | 81        |           |            |            |            |            |       |
|  |             |             |             |         | A2      | Argentina | 81        |           |            |            |            |            |       |
|  |             | B1          | USA         | 101     |         |           |           |           |            |            |            |            |       |
|  | B1          | B1          | USA         | 101     | USA     | 116       |           |           |            |            |            |            |       |
|  | B1          |             |             |         | USA     | 116       |           |           |            |            |            |            |       |
|  | A4          | Australien  | 85          |         |         |           |           |           |            |            |            |            |       |
|  |             |             |             |         |         |           |           |           |            |            | B1         | USA        | 118   |
|  |             |             | B2          | Spanien | 107     |           |           |           |            |            |            |            |       |
|  | B2          | Spanien     | 72          |         |         |           |           |           |            |            |            |            |       |
|  | A3          | Kroatien    | 59          |         |         |           |           |           |            |            |            |            |       |
|  | A3          | Kroatien    | 59          |         | B2      | Spanien   | 91        |           | Bronsmatch | Bronsmatch | Bronsmatch | Bronsmatch |       |
|  |             |             |             |         | B2      | Spanien   | 91        |           | Bronsmatch | Bronsmatch | Bronsmatch | Bronsmatch |       |
|  |             | A1          | Litauen     | 86      |         |           |           |           |            |            |            |            |       |
|  | A1          | A1          | Litauen     | 86      | Litauen | 94        |           | A2        | Argentina  | 87         |            |            |       |
|  | A1          |             |             |         | Litauen | 94        |           | A2        | Argentina  | 87         |            |            |       |
|  | B4          | Kina        | 68          |         |         |           |           |           |            |            | A1         | Litauen    | 75    |

## Bordtennis
- Huvudartikel: Bordtennis vid olympiska sommarspelen 2008

Herrar
| Idrottare       | Gren   | Grundomgång                                                  | Omgång 1                                                  | Omgång 2             | Omgång 3             | Omgång 4             | Kvartsfinal          | Semifinal            | Final                |                  |
| Idrottare       | Gren   | Motståndare Resultat                                         | Motståndare Resultat                                      | Motståndare Resultat | Motståndare Resultat | Motståndare Resultat | Motståndare Resultat | Motståndare Resultat | Motståndare Resultat |                  |
| --------------- | ------ | ------------------------------------------------------------ | --------------------------------------------------------- | -------------------- | -------------------- | -------------------- | -------------------- | -------------------- | -------------------- | ---------------- |
| Liu Song        | Singel |                                                              | Kim Hyok Bong (PRK) L 9-11, 11-9, 11-5 4-11, 9-11, 11-'13 | Gick inte vidare     | Gick inte vidare     | Gick inte vidare     | Gick inte vidare     | Gick inte vidare     | Gick inte vidare     | Gick inte vidare |
| Pablo Tabachnik | Singel | El-Sayed Lashin (EGY) L 4-11, 11-9, 13-11 4-11, 11-13, 15-17 | Gick inte vidare                                          | Gick inte vidare     | Gick inte vidare     | Gick inte vidare     | Gick inte vidare     | Gick inte vidare     | Gick inte vidare     |                  |

## Boxning
- Huvudartikel: Boxning vid olympiska sommarspelen 2008

| Ezequiel Maderna | Medelvikt | Shawn Estrada (USA) 2–10 | Gick inte vidare | Gick inte vidare | Gick inte vidare | Gick inte vidare | Gick inte vidare | Gick inte vidare |

## Cykling
- Huvudartikel: Cykling vid olympiska sommarspelen 2008

### BMX
Herrar
| Cyklist                  | Gren         | Seedning | Seedning  | Kvartsfinal | Kvartsfinal | Semifinal        | Semifinal        | Final            | Final            |
| Cyklist                  | Gren         | Tid      | Placering | Poäng       | Placering   | Pnt.             | Placering        | Tid              | Placering        |
| ------------------------ | ------------ | -------- | --------- | ----------- | ----------- | ---------------- | ---------------- | ---------------- | ---------------- |
| Cristian Daniel Becerine | Damernas BMX | 37.253   | 27 Q      | 20          | 8           | Gick inte vidare | Gick inte vidare | Gick inte vidare | Gick inte vidare |
| Ramiro Marino Cristian   | Damernas BMX | 36.768   | 21 Q      | 11          | 2 Q         | 15               | 5                | Gick inte vidare | Gick inte vidare |

Damer
| Cyklist           | Gren         | Seedning | Seedning  | Semifinal | Semifinal | Final            | Final            |
| Cyklist           | Gren         | Tid      | Placering | Poäng     | Placering | Tid              | Placering        |
| ----------------- | ------------ | -------- | --------- | --------- | --------- | ---------------- | ---------------- |
| María Belén Dutto | Damernas BMX | 40.193   | 14 Q      | 20        | 7         | Gick inte vidare | Gick inte vidare |
| Gabriela Díaz     | Damernas BMX | 37.590   | 5 Q       | 13        | 3 Q       | 39.747           | 5                |

### Mountainbike
Herrar
| Cyklist           | Gren                   | Tid     | Placering |
| ----------------- | ---------------------- | ------- | --------- |
| Luciano Caracioli | Herrarnas mountainbike | 2:07:04 | 27:e      |

### Landsväg
Herrar
| Cyklist           | Gren                | Tid        | Placering |
| ----------------- | ------------------- | ---------- | --------- |
| Alejandro Borrajo | Herrarnas linjelopp | Avbröt     | Avbröt    |
| Juan José Haedo   | Herrarnas linjelopp | Avbröt     | Avbröt    |
| Matías Médici     | Herrarnas linjelopp | Avbröt     | Avbröt    |
| Matías Médici     | Herrarnas tempolopp | 1h 07′ 53″ | 30:e      |

### Bana
| Cyklist       | Gren                | Poäng/varv | Placering |
| ------------- | ------------------- | ---------- | --------- |
| Juan Curuchet | Herrarnas madison   | 8pt.       | Guld      |
| Juan Curuchet | Herrarnas poänglopp | 1          | 18:e      |
| Walter Pérez  | Herrarnas madison   | 8pt.       | Guld      |

## Fotboll
- Huvudartikel: Fotboll vid olympiska sommarspelen 2008

### Damer
| Nr             | Namn                     | Klubb                   | Född              | SM        | Mål       |           | Gult kort · Gult kort · Rött kort | Rött kort |
| Målvakter      | Målvakter                | Målvakter               | Målvakter         | Målvakter | Målvakter | Målvakter | Målvakter                         | Målvakter |
| -------------- | ------------------------ | ----------------------- | ----------------- | --------- | --------- | --------- | --------------------------------- | --------- |
| 1              | Guadalupe Calello        | River Plate             | 13 april 1990     | 0         | 0         | 0         | 0                                 | 0         |
| 18             | Vanina Noemí Correa      | Boca Juniors            | 14 augusti 1983   | 0         | 0         | 0         | 0                                 | 0         |
| Försvarare     |                          |                         |                   |           |           |           |                                   |           |
| 2              | Eva Nadia Gonzalez       | Boca Juniors            | 2 september 1987  | 0         | 0         | 0         | 0                                 | 0         |
| 3              | Yesica Arrien            | Estudiantes de La Plata | 1 juli 1980       | 0         | 0         | 0         | 0                                 | 0         |
| 5              | Marisa Gerez             | Boca Juniors            | 3 november 1976   | 0         | 0         | 0         | 0                                 | 0         |
| 6              | Gabriela Patricia Chávez | Independiente           | 9 april 1989      | 0         | 0         | 0         | 0                                 | 0         |
| 12             | Daiana Cardone           | Independiente           | 1 januari 1989    | 0         | 0         | 0         | 0                                 | 0         |
| Mittfältare    |                          |                         |                   |           |           |           |                                   |           |
| 4              | Florencia Mandrile       | San Lorenzo             | 10 februari 1988  | 0         | 0         | 0         | 0                                 | 0         |
| 10             | Mariela Coronel          | Prainsa Zaragoza        | 20 juni 1981      | 0         | 0         | 0         | 0                                 | 0         |
| 11             | Fabiana Vallejos         | Boca Juniors            | 30 juli 1985      | 0         | 0         | 0         | 0                                 | 0         |
| 13             | Florencia Quiñones       | San Lorenzo             | 26 augusti 1986   | 0         | 0         | 0         | 0                                 | 0         |
| 16             | Gimena Blanco            | River Plate             | 5 december 1987   | 0         | 0         | 0         | 0                                 | 0         |
| Anfallare      |                          |                         |                   |           |           |           |                                   |           |
| 7              | Ludmila Manicler         | Independiente           | 6 juli 1987       | 0         | 0         | 0         | 0                                 | 0         |
| 8              | Emilia Mendieta          | River Plate             | 4 februari 1988   | 0         | 0         | 0         | 0                                 | 0         |
| 9              | María Belén Potassa      | San Lorenzo             | 12 december 1988  | 0         | 0         | 0         | 0                                 | 0         |
| 14             | Andrea Ojeda             | Boca Juniors            | 17 januari 1985   | 0         | 0         | 0         | 0                                 | 0         |
| 15             | Mercedes Pereyra         | River Plate             | 7 maj 1987        | 0         | 0         | 0         | 0                                 | 0         |
| 17             | Analía Almeida           | San Lorenzo             | 19 augusti 1985   | 0         | 0         | 0         | 0                                 | 0         |
| Förbundskapten |                          |                         |                   |           |           |           |                                   |           |
|                | José Carlos Borello      |                         | 12 september 1955 |           |           |           |                                   |           |

| Lag       | S | V | O | F | GM | IM | MS | P |
| --------- | - | - | - | - | -- | -- | -- | - |
| Kina      | 3 | 2 | 1 | 0 | 5  | 2  | +3 | 7 |
| Sverige   | 3 | 2 | 0 | 1 | 4  | 3  | +1 | 6 |
| Kanada    | 3 | 1 | 1 | 1 | 4  | 4  | 0  | 4 |
| Argentina | 3 | 0 | 0 | 3 | 1  | 5  | −4 | 0 |

|       | 6 augusti 2008 | Argentina    | 1 – 2           | Kanada               | Tianjin Olympic Center Stadium, Tianjin          |                                                  |
| 17.00 | 17.00          | Manicler 85′ | (0 – 1) Rapport | 27′ Chapman 72′ Lang | Publik: 23 201 Domare: Christine Beck (Tyskland) | Publik: 23 201 Domare: Christine Beck (Tyskland) |
| 17.00 | 17.00          |              |                 |                      | Publik: 23 201 Domare: Christine Beck (Tyskland) | Publik: 23 201 Domare: Christine Beck (Tyskland) |
| 17.00 | 17.00          |              |                 |                      | Publik: 23 201 Domare: Christine Beck (Tyskland) | Publik: 23 201 Domare: Christine Beck (Tyskland) |

|       | 9 augusti 2008 | Sverige     | 1 – 0           | Argentina | Tianjin Olympic Center Stadium, Tianjin               |                                                       |
| 17.00 | 17.00          | Fischer 57′ | (0 – 0) Rapport |           | Publik: 38 293 Domare: Dianne Ferreira-James (Guyana) | Publik: 38 293 Domare: Dianne Ferreira-James (Guyana) |
| 17.00 | 17.00          |             |                 |           | Publik: 38 293 Domare: Dianne Ferreira-James (Guyana) | Publik: 38 293 Domare: Dianne Ferreira-James (Guyana) |
| 17.00 | 17.00          |             |                 |           | Publik: 38 293 Domare: Dianne Ferreira-James (Guyana) | Publik: 38 293 Domare: Dianne Ferreira-James (Guyana) |

|       | 12 augusti 2008 | Kina                      | 2 – 0           | Argentina | Qinhuangdao Olympic Sports Center Stadium, Qinhuangdao |                                                  |
| 19.45 | 19.45           | Han Duan 52′ Gu Yasha 90′ | (0 – 0) Rapport |           | Publik: 31 492 Domare: Nicole Petignat (Schweiz)       | Publik: 31 492 Domare: Nicole Petignat (Schweiz) |
| 19.45 | 19.45           |                           |                 |           | Publik: 31 492 Domare: Nicole Petignat (Schweiz)       | Publik: 31 492 Domare: Nicole Petignat (Schweiz) |
| 19.45 | 19.45           |                           |                 |           | Publik: 31 492 Domare: Nicole Petignat (Schweiz)       | Publik: 31 492 Domare: Nicole Petignat (Schweiz) |

### Herrar
| Nr          | Namn                     | Klubb             | Födelsedag       | SM        | Mål       |           | Gult kort · Gult kort · Rött kort | Rött kort |
| Målvakter   | Målvakter                | Målvakter         | Målvakter        | Målvakter | Målvakter | Målvakter | Målvakter                         | Målvakter |
| ----------- | ------------------------ | ----------------- | ---------------- | --------- | --------- | --------- | --------------------------------- | --------- |
| 1           | Oscar Ustari             | Getafe            | 3 juli 1986      | 3         | 0         | 0         | 0                                 | 0         |
| 18          | Sergio Romero            | AZ Alkmaar        | 22 februari 1987 | 3(1)      | 0         | 0         | 0                                 | 0         |
| 22          | Nicolás Navarro          | SSC Napoli        | 25 mars 1985     | 0         | 0         | 0         | 0                                 | 0         |
|             |                          |                   |                  |           |           |           |                                   |           |
| Försvarare  |                          |                   |                  |           |           |           |                                   |           |
| 2           | Ezequiel Garay           | Real Madrid       | 10 oktober 1986  | 5         | 0         | 0         | 0                                 | 0         |
| 3           | Luciano Fabián Monzón    | Boca Juniors      | 13 april 1987    | 5(1)      | 0         | 1         | 0                                 | 0         |
| 4           | Pablo Zabaleta           | RCD Espanyol      | 16 januari 1985  | 6         | 0         | 1         | 0                                 | 0         |
| 6           | Federico Fazio           | Sevilla FC        | 17 mars 1987     | 2         | 0         | 0         | 0                                 | 0         |
| 12          | Nicolás Pareja*          | RSC Anderlecht    | 18 januari 1984  | 5         | 0         | 3         | 0                                 | 0         |
| Mittfältare |                          |                   |                  |           |           |           |                                   |           |
| 5           | Fernando Gago            | Real Madrid       | 10 april 1986    | 6         | 0         | 0         | 0                                 | 0         |
| 7           | José Ernesto Sosa        | FC Bayern München | 19 juni 1985     | 1(4)      | 0         | 0         | 0                                 | 0         |
| 8           | Éver Banega              | Valencia CF       | 29 juni 1988     | 1(2)      | 0         | 1         | 0                                 | 0         |
| 10          | Juan Román Riquelme* (K) | Boca Juniors      | 24 juni 1978     | 5         | 1         | 2         | 0                                 | 0         |
| 11          | Ángel Di María           | SL Benfica        | 14 februari 1988 | 4(2)      | 2         | 2         | 0                                 | 0         |
| 14          | Javier Mascherano*       | Liverpool         | 8 juni 1984      | 6         | 0         | 0         | 0                                 | 0         |
| Anfallare   |                          |                   |                  |           |           |           |                                   |           |
| 9           | Ezequiel Lavezzi         | Napoli            | 3 maj 1985       | 3(2)      | 2         | 1         | 0                                 | 0         |
| 13          | Lautaro Acosta           | Sevilla FC        | 14 mars 1988     | (3)       | 1         | 0         | 0                                 | 0         |
| 15          | Lionel Messi             | FC Barcelona      | 24 juni 1987     | 5         | 2         | 1         | 0                                 | 0         |
| 16          | Sergio Agüero            | Atlético Madrid   | 2 juni 1988      | 5         | 2         | 1         | 0                                 | 0         |
| 17          | Diego Buonanotte         | River Plate       | 19 april 1988    | 1         | 1         | 0         | 0                                 | 0         |
| Tränare     |                          |                   |                  |           |           |           |                                   |           |
|             | Sergio Batista           |                   | 9 november 1962  |           |           |           |                                   |           |

* Spelaren är född tidigare än 1 januari, 1985.
- Grupp A

| Lag             | S | V | O | F | GM | IM | MS | P |
| --------------- | - | - | - | - | -- | -- | -- | - |
| Argentina       | 3 | 3 | 0 | 0 | 5  | 1  | +4 | 9 |
| Elfenbenskusten | 3 | 2 | 0 | 1 | 6  | 4  | +2 | 6 |
| Australien      | 3 | 0 | 1 | 2 | 1  | 3  | −2 | 1 |
| Serbien         | 3 | 0 | 1 | 2 | 3  | 7  | −4 | 1 |

|       | 2008-08-07 | Elfenbenskusten U23 | 1 – 2     | Argentina U23        | Shanghai Stadium, Shanghai                      |                                                 |
| 19.45 | 19.45      | Cissé 53′           | (Rapport) | Messi 43′ Acosta 86′ | Publik: 43 266 Domare: Wolfgang Stark, Tyskland | Publik: 43 266 Domare: Wolfgang Stark, Tyskland |
| 19.45 | 19.45      |                     |           |                      | Publik: 43 266 Domare: Wolfgang Stark, Tyskland | Publik: 43 266 Domare: Wolfgang Stark, Tyskland |
| 19.45 | 19.45      |                     |           |                      | Publik: 43 266 Domare: Wolfgang Stark, Tyskland | Publik: 43 266 Domare: Wolfgang Stark, Tyskland |

|       | 2008-08-10 | Argentina U23 | 1 – 0     | Australien U23 | Shanghai Stadium, Shanghai                   |                                              |
| 17.00 | 17.00      | Lavezzi 76′   | (Rapport) |                | Publik: 38 182 Domare: Viktor Kassai, Ungern | Publik: 38 182 Domare: Viktor Kassai, Ungern |
| 17.00 | 17.00      |               |           |                | Publik: 38 182 Domare: Viktor Kassai, Ungern | Publik: 38 182 Domare: Viktor Kassai, Ungern |
| 17.00 | 17.00      |               |           |                | Publik: 38 182 Domare: Viktor Kassai, Ungern | Publik: 38 182 Domare: Viktor Kassai, Ungern |

|       | 2008-08-13 | Argentina U23                     | 2 – 0     | Serbien U23 | Beijing Workers' Stadium, Beijing               |                                                 |
| 19.45 | 19.45      | Lavezzi 13′ (str.) Buonanotte 84′ | (Rapport) |             | Publik: 53 668 Domare: Abdullah Al Hilali, Oman | Publik: 53 668 Domare: Abdullah Al Hilali, Oman |
| 19.45 | 19.45      |                                   |           |             | Publik: 53 668 Domare: Abdullah Al Hilali, Oman | Publik: 53 668 Domare: Abdullah Al Hilali, Oman |
| 19.45 | 19.45      |                                   |           |             | Publik: 53 668 Domare: Abdullah Al Hilali, Oman | Publik: 53 668 Domare: Abdullah Al Hilali, Oman |

- Slutspel

|  | Kvartsfinal | Kvartsfinal         | Kvartsfinal   |               |               | Semifinal     | Semifinal | Semifinal |             |            | Final      | Final         | Final |
|  |             |                     |               |               |               |               |           |           |             |            |            |               |       |
|  | B1          | Nigeria U23         | 2             |               |               |               |           |           |             |            |            |               |       |
|  | A2          | Elfenbenskusten U23 | 0             |               |               |               |           |           |             |            |            |               |       |
|  | A2          | Elfenbenskusten U23 | 0             |               | B1            | Nigeria U23   | 4         |           |             |            |            |               |       |
|  |             |                     |               |               | B1            | Nigeria U23   | 4         |           |             |            |            |               |       |
|  |             | C2                  | Belgien U23   | 1             |               |               |           |           |             |            |            |               |       |
|  | D1          | C2                  | Belgien U23   | 1             | Italien U23   | 2             |           |           |             |            |            |               |       |
|  | D1          |                     |               |               | Italien U23   | 2             |           |           |             |            |            |               |       |
|  | C2          | Belgien U23         | 3             |               |               |               |           |           |             |            |            |               |       |
|  |             |                     |               |               |               |               |           |           |             |            | B1         | Nigeria U23   | 0     |
|  |             |                     | A1            | Argentina U23 | 1             |               |           |           |             |            |            |               |       |
|  | A1          | Argentina U23       | 2             |               |               |               |           |           |             |            |            |               |       |
|  | B2          | Nederländerna U23   | 1             |               |               |               |           |           |             |            |            |               |       |
|  | B2          | Nederländerna U23   | 1             |               | A1            | Argentina U23 | 3         |           | Bronsmatch  | Bronsmatch | Bronsmatch | Bronsmatch    |       |
|  |             |                     |               |               | A1            | Argentina U23 | 3         |           | Bronsmatch  | Bronsmatch | Bronsmatch | Bronsmatch    |       |
|  |             | C1                  | Brasilien U23 | 0             |               |               |           |           |             |            |            |               |       |
|  | C1          | C1                  | Brasilien U23 | 0             | Brasilien U23 | 2             |           | C2        | Belgien U23 | 0          |            |               |       |
|  | C1          |                     |               |               | Brasilien U23 | 2             |           | C2        | Belgien U23 | 0          |            |               |       |
|  | D2          | Kamerun U23         | 0             |               |               |               |           |           |             |            | C1         | Brasilien U23 | 3     |

- Kvartsfinal

|       | 2008-08-16 | Argentina U23           | 2 – 1 (e.fl.)        | Nederländerna U23 | Shanghai Stadium, Shanghai               |                                          |
| 21.00 | 21.00      | Messi 14′ Di María 105′ | (1–1, 1–1) (Rapport) | Bakkal 36′        | Publik: 51 366 Domare: Jair Marrufo, USA | Publik: 51 366 Domare: Jair Marrufo, USA |
| 21.00 | 21.00      |                         |                      |                   | Publik: 51 366 Domare: Jair Marrufo, USA | Publik: 51 366 Domare: Jair Marrufo, USA |
| 21.00 | 21.00      |                         |                      |                   | Publik: 51 366 Domare: Jair Marrufo, USA | Publik: 51 366 Domare: Jair Marrufo, USA |

- Semifinal

|       | 2008-08-19 | Argentina U23                       | 3 – 0           | Brasilien U23 | Beijing Workers' Stadium, Beijing              |                                                |
| 21.00 | 21.00      | Agüero 52′, 58′ Riquelme 76′ (str.) | (0–0) (Rapport) |               | Publik: 52 968 Domare: Martín Vázquez, Uruguay | Publik: 52 968 Domare: Martín Vázquez, Uruguay |
| 21.00 | 21.00      |                                     |                 |               | Publik: 52 968 Domare: Martín Vázquez, Uruguay | Publik: 52 968 Domare: Martín Vázquez, Uruguay |
| 21.00 | 21.00      |                                     |                 |               | Publik: 52 968 Domare: Martín Vázquez, Uruguay | Publik: 52 968 Domare: Martín Vázquez, Uruguay |

- Final

|       | 2008-08-23 | Nigeria U23 | 0 – 1           | Argentina U23 | National Stadium, Beijing                    |                                              |
| 12.00 | 12.00      |             | (0–0) (Rapport) | Di María 58′  | Publik: 89 102 Domare: Viktor Kassai, Ungern | Publik: 89 102 Domare: Viktor Kassai, Ungern |
| 12.00 | 12.00      |             |                 |               | Publik: 89 102 Domare: Viktor Kassai, Ungern | Publik: 89 102 Domare: Viktor Kassai, Ungern |
| 12.00 | 12.00      |             |                 |               | Publik: 89 102 Domare: Viktor Kassai, Ungern | Publik: 89 102 Domare: Viktor Kassai, Ungern |

## Friidrott
- Huvudartikel: Friidrott vid olympiska sommarspelen 2008

Förkortningar
- Noteringar – Placeringarna avser endast löparens eget heat
- Q = Kvalificerad till nästa omgång
- q = Kvalificerade sig till nästa omgång som den snabbaste idrottaren eller, i fältgrenarna, via placering utan att uppnå kvalgränsen.
- NR = Nationellt rekord
- N/A = Omgången ingick inte i grenen
- Bye = Idrottaren behövde inte delta i denna omgång

Herrar
Bana och landsväg
| Idrottare        | Gren       | Heat     | Heat      | Semifinal        | Semifinal        | Final            | Final            |
| Idrottare        | Gren       | Resultat | Placering | Resultat         | Placering        | Resultat         | Placering        |
| ---------------- | ---------- | -------- | --------- | ---------------- | ---------------- | ---------------- | ---------------- |
| Juan Manuel Cano | 20 km gång | i.u.     | i.u.      | i.u.             | i.u.             | 1:27:17          | 40               |
| Javier Carriqueo | 1 500 m    | 3:39.36  | 7         | Gick inte vidare | Gick inte vidare | Gick inte vidare | Gick inte vidare |
| Leonardo Price   | 800 m      | 1:49.39  | 6         | Gick inte vidare | Gick inte vidare | Gick inte vidare | Gick inte vidare |

Fältgrenar
| Idrottare           | Gren           | Kval    | Kval      | Final            | Final            |
| Idrottare           | Gren           | Distans | Placering | Distans          | Placering        |
| ------------------- | -------------- | ------- | --------- | ---------------- | ---------------- |
| Jorge Balliengo     | Diskuskastning | 58.82   | 30        | Gick inte vidare | Gick inte vidare |
| Germán Chiaraviglio | Stavhopp       | NM      | —         | Gick inte vidare | Gick inte vidare |
| Juan Ignacio Cerra  | Släggkastning  | 70.16   | 30        | Gick inte vidare | Gick inte vidare |
| Germán Lauro        | Kulstötning    | 19.07   | 32        | Gick inte vidare | Gick inte vidare |
| Pablo Pietrobelli   | Spjutkastning  | 69.09   | 16        | Gick inte vidare | Gick inte vidare |

Damer
Fältgrenar
| Idrottare         | Gren           | Kval  | Kval      | Final            | Final            |
| Idrottare         | Gren           | Längd | Placering | Längd            | Placering        |
| ----------------- | -------------- | ----- | --------- | ---------------- | ---------------- |
| Rocío Comba       | Diskuskastning | 51.36 | 36        | Gick inte vidare | Gick inte vidare |
| Alejandra García  | Stavhopp       | 4.15  | 31        | Gick inte vidare | Gick inte vidare |
| Jennifer Dahlgren | Släggkastning  | 66.35 | 29        | Gick inte vidare | Gick inte vidare |

## Fäktning
- Huvudartikel: Fäktning vid olympiska sommarspelen 2008

Herrar
| Idrottare                | Gren                  | Omgång 1           | Sextondelsfinal   | Åttondelsfinal    | Kvartsfinal       | Semifinal         | Final / BM        | Final / BM       |
| Idrottare                | Gren                  | Motståndare Poäng  | Motståndare Poäng | Motståndare Poäng | Motståndare Poäng | Motståndare Poäng | Motståndare Poäng | Placering        |
| ------------------------ | --------------------- | ------------------ | ----------------- | ----------------- | ----------------- | ----------------- | ----------------- | ---------------- |
| Alberto González Viaggio | Florett, individuellt | Zhu J (CHN) L 2–15 | Gick inte vidare  | Gick inte vidare  | Gick inte vidare  | Gick inte vidare  | Gick inte vidare  | Gick inte vidare |

## Judo
Herrar
| Idrottare          | Gren                     | Inledande omgång     | Sextondelsfinal             | Åttondelsfinal               | Kvartsfinal          | Semifinal            | Återkval 1                    | Återkval 2                   | Återkval 3           | Final / BM           | Final / BM       |
| Idrottare          | Gren                     | Motståndare Resultat | Motståndare Resultat        | Motståndare Resultat         | Motståndare Resultat | Motståndare Resultat | Motståndare Resultat          | Motståndare Resultat         | Motståndare Resultat | Motståndare Resultat | Placering        |
| ------------------ | ------------------------ | -------------------- | --------------------------- | ---------------------------- | -------------------- | -------------------- | ----------------------------- | ---------------------------- | -------------------- | -------------------- | ---------------- |
| Miguel Albarracín  | Extra lättvikt (-60 kg)  | BYE                  | Choi M-H (KOR) L 0000–1000  | Gick inte vidare             | Gick inte vidare     | Gick inte vidare     | Akhondzadeh (IRI) L 0002–0020 | Gick inte vidare             | Gick inte vidare     | Gick inte vidare     | Gick inte vidare |
| Mariano Bertolotti | Lättvikt (-73 kg)        | i.u.                 | Guilheiro (BRA) L 0010–0100 | Gick inte vidare             | Gick inte vidare     | Gick inte vidare     | Gick inte vidare              | Gick inte vidare             | Gick inte vidare     | Gick inte vidare     | Gick inte vidare |
| Emmanuel Lucenti   | Halv mellanvikt (-81 kg) | BYE                  | Burton (GBR) L 0010–0010    | Gick inte vidare             | Gick inte vidare     | Gick inte vidare     | Gick inte vidare              | Gick inte vidare             | Gick inte vidare     | Gick inte vidare     | Gick inte vidare |
| Diego Rosati       | Mellanvikt (-90 kg)      | i.u.                 | Olson (USA) W 0001–0000     | Pershin (RUS) L 0000–1000    | Gick inte vidare     | Gick inte vidare     | Trezise (RSA) W 1000–0000     | Kazusionak (BLR) L 0000–1000 | Gick inte vidare     | Gick inte vidare     | Gick inte vidare |
| Eduardo Costa      | Halv tungvikt (-100 kg)  | i.u.                 | Palkovacs (SVK) W 0110–0100 | Matyjaszek (POL) L 0000–1001 | Gick inte vidare     | Gick inte vidare     | Gick inte vidare              | Gick inte vidare             | Gick inte vidare     | Gick inte vidare     | Gick inte vidare |
| Sandro López       | Tungvikt (+100 kg)       | BYE                  | Zegarra (PER) L 0001–1001   | Gick inte vidare             | Gick inte vidare     | Gick inte vidare     | Gick inte vidare              | Gick inte vidare             | Gick inte vidare     | Gick inte vidare     | Gick inte vidare |

Damer
| Idrottare        | Gren                     | Sextondelsfinal          | Åttondelsfinal             | Kvartsfinal            | Semifinal            | Återkval 1           | Återkval 2                     | Återkval 3                     | Final / BM                | Final / BM       |
| Idrottare        | Gren                     | Motståndare Resultat     | Motståndare Resultat       | Motståndare Resultat   | Motståndare Resultat | Motståndare Resultat | Motståndare Resultat           | Motståndare Resultat           | Motståndare Resultat      | Placering        |
| ---------------- | ------------------------ | ------------------------ | -------------------------- | ---------------------- | -------------------- | -------------------- | ------------------------------ | ------------------------------ | ------------------------- | ---------------- |
| Paula Pareto     | Extra lättvikt (-48 kg)  | BYE                      | Day (AUS) W 1000–0000      | Tani (JPN) L 0000–0001 | Gick inte vidare     | BYE                  | Wu Sg (CHN) W 0100–0001        | Csernoviczki (HUN) W 0110–0001 | Pak O-S (PRK) W 0100–0001 | 3                |
| Daniela Krukower | Halv mellanvikt (-63 kg) | Arlove (AUS) W 1000–0000 | Won O-I (PRK) L 0010–0020  | Gick inte vidare       | Gick inte vidare     | BYE                  | Willeboordse (NED) L 0000–0230 | Gick inte vidare               | Gick inte vidare          | Gick inte vidare |
| Lorena Briceño   | Halv tungvikt (-78 kg)   | BYE                      | Possamaï (FRA) L 0000–0001 | Gick inte vidare       | Gick inte vidare     | Gick inte vidare     | Gick inte vidare               | Gick inte vidare               | Gick inte vidare          | Gick inte vidare |

## Kanotsport
Sprint
| Kanotist            | Gren                 | Heat     | Heat      | Semifinal        | Semifinal        | Final            | Final            |
| Kanotist            | Gren                 | Tid      | Placering | Tid              | Placering        | Tid              | Placering        |
| ------------------- | -------------------- | -------- | --------- | ---------------- | ---------------- | ---------------- | ---------------- |
| Miguel Correa       | Herrarnas K-1 500 m  | 1:39.781 | 5 QS      | 1:46.422         | 7                | Gick inte vidare | Gick inte vidare |
| Miguel Correa       | Herrarnas K-1 1000 m | 3:45.695 | 6 QS      | 3:51.715         | 9                | Gick inte vidare | Gick inte vidare |
| Estefania Fontanini | Damernas K-1 500 m   | 2:00.291 | 8         | Gick inte vidare | Gick inte vidare | Gick inte vidare | Gick inte vidare |

## Landhockey
Damer
Coach: Gabriel Minadeo
| 1. Belén Succi (GK) 2. Magdalena Aicega (c) 3. Rosario Luchetti 4. Alejandra Gulla 5. Luciana Aymar 6. Soledad García 7. Carla Rebecchi 8. Mariana González Oliva | 1. Mercedes Margalot 2. Maria de la Paz Hernandez 3. Mariana Rossi 4. Paola Vukojicic (GK) 5. Mariné Russo 6. Claudia Burkart 7. Giselle Kañevsky 8. Noel Barrionuevo |

Reserver:
1. Silvina D'Elia
2. Agustina Bouza

Gruppspel
|                | Pld | W | D | L | GF | GA | GD | Pts |
| -------------- | --- | - | - | - | -- | -- | -- | --- |
| Tyskland       | 5   | 4 | 0 | 1 | 12 | 8  | +4 | 12  |
| Argentina      | 5   | 3 | 2 | 0 | 13 | 7  | +6 | 11  |
| Storbritannien | 5   | 2 | 2 | 1 | 7  | 9  | −2 | 8   |
| USA            | 5   | 1 | 3 | 1 | 9  | 8  | +1 | 6   |
| Japan          | 5   | 1 | 1 | 3 | 5  | 7  | −2 | 4   |
| Nya Zeeland    | 5   | 0 | 0 | 5 | 6  | 13 | −7 | 0   |

Slutspel
|  | Semifinaler     | Semifinaler     |   |                 | Final           | Final |  |
|  |                 |                 |   |                 |                 |       |  |
|  | 20 augusti 2008 |                 |   |                 |                 |       |  |
|  | Tyskland        | 2               |   |                 |                 |       |  |
|  | Kina            | 3               |   |                 |                 |       |  |
|  |                 |                 |   |                 |                 |       |  |
|  |                 |                 |   |                 | 22 augusti 2008 |       |  |
|  |                 |                 |   |                 | Kina            | 0     |  |
|  |                 | Nederländerna   | 2 |                 |                 |       |  |
|  |                 |                 |   |                 |                 |       |  |
|  |                 |                 |   |                 |                 |       |  |
|  |                 |                 |   |                 | Bronsmatch      |       |  |
|  | 20 augusti 2008 | 20 augusti 2008 |   | 22 augusti 2008 | 22 augusti 2008 |       |  |
|  | Nederländerna   | 5               |   | Tyskland        | 1               |       |  |
|  | Argentina       | 2               |   |                 | Argentina       | 3     |  |

## Ridsport

### Hoppning
| Ryttare            | Häst        | Gren                 | Kval     | Kval      | Kval     | Kval     | Kval      | Kval             | Kval             | Kval             | Final            | Final            | Final            | Final            | Final            | Totalt | Totalt    |
| Ryttare            | Häst        | Gren                 | Omgång 1 | Omgång 1  | Omgång 2 | Omgång 2 | Omgång 2  | Omgång 3         | Omgång 3         | Omgång 3         | Omgång A         | Omgång A         | Omgång B         | Omgång B         | Omgång B         | Totalt | Totalt    |
| Ryttare            | Häst        | Gren                 | Straff   | Placering | Straff   | Totalt   | Placering | Straff           | Totalt           | Placering        | Straff           | Placering        | Straff           | Totalt           | Placering        | Straff | Placering |
| ------------------ | ----------- | -------------------- | -------- | --------- | -------- | -------- | --------- | ---------------- | ---------------- | ---------------- | ---------------- | ---------------- | ---------------- | ---------------- | ---------------- | ------ | --------- |
| José María Larocca | Royal Power | Individuell hoppning | 14       | 66        | 16       | 30       | 59        | Gick inte vidare | Gick inte vidare | Gick inte vidare | Gick inte vidare | Gick inte vidare | Gick inte vidare | Gick inte vidare | Gick inte vidare | 30     | 59        |

## Rodd
Herrar
| Idrottare          | Gren          | Heat    | Heat      | Kvartsfinal | Kvartsfinal | Semifinal   | Semifinal   | Final       | Final       | Final |
| Idrottare          | Gren          | Tid     | Placering | Tid         | Placering   | Tid         | Placering   | Tid         | Placering   |       |
| ------------------ | ------------- | ------- | --------- | ----------- | ----------- | ----------- | ----------- | ----------- | ----------- | ----- |
| Santiago Fernández | Singelsculler | 7:38,87 | 4 QF      | 7:27,60     | 6 SC/D      | Drog sig ur | Drog sig ur | Drog sig ur | Drog sig ur |       |

Damer
| Idrottare           | Gren          | Heat    | Heat      | Kvartsfinal | Kvartsfinal | Semifinal | Semifinal | Final   | Final     | Final |
| Idrottare           | Gren          | Tid     | Placering | Tid         | Placering   | Tid       | Placering | Tid     | Placering |       |
| ------------------- | ------------- | ------- | --------- | ----------- | ----------- | --------- | --------- | ------- | --------- | ----- |
| María Gabriela Best | Singelsculler | 7:58,60 | 4 QF      | 7:46,45     | 5 SC/D      | 8:09,61   | 3 FC      | 7:45,21 | 16        |       |

## Segling
Herrar
| Seglare                        | Gren  | Lopp | Lopp | Lopp | Lopp | Lopp | Lopp | Lopp | Lopp | Lopp | Lopp | Lopp | Summerad poäng | Finalplacering |
| Seglare                        | Gren  | 1    | 2    | 3    | 4    | 5    | 6    | 7    | 8    | 9    | 10   | M*   | Summerad poäng | Finalplacering |
| ------------------------------ | ----- | ---- | ---- | ---- | ---- | ---- | ---- | ---- | ---- | ---- | ---- | ---- | -------------- | -------------- |
| Mariano Reutemann              | RS:X  | 25   | 18   | 19   | 23   | 25   | 15   | 16   | 16   | 16   | 20   | EL   | 168            | 21             |
| Julio Alsogaray                | Laser | 1    | 12   | 10   | 28   | 14   | 1    | 2    | 32   | 16   | CAN  | 8    | 92             | 7              |
| Javier Conte Juan de la Fuente | 470   | 14   | 14   | 4    | 11   | 19   | 9    | 7    | 30   | 5    | 9    | 18   | 110            | 10             |

M = Medaljlopp; EL = Eliminerad – gick inte vidare till medaljloppet;
Damer
| Seglare                                | Gren         | Lopp | Lopp | Lopp | Lopp | Lopp | Lopp | Lopp | Lopp | Lopp | Lopp | Lopp | Summerad poäng | Finalplacering |
| Seglare                                | Gren         | 1    | 2    | 3    | 4    | 5    | 6    | 7    | 8    | 9    | 10   | M*   | Summerad poäng | Finalplacering |
| -------------------------------------- | ------------ | ---- | ---- | ---- | ---- | ---- | ---- | ---- | ---- | ---- | ---- | ---- | -------------- | -------------- |
| Florencia Gutiérrez                    | RS:X         | 27   | 19   | 27   | 20   | 23   | 26   | 23   | DNF  | 24   | 27   | EL   | 216            | 25             |
| Cecilia Carranza                       | Laser radial | 15   | 8    | 9    | 20   | 8    | 15   | 6    | DNF  | 23   | CAN  | EL   | 104            | 12t            |
| Consuelo Monsegur Maria Fernanda Sesto | 470          | 16   | 18   | 17   | 12   | 10   | 16   | 14   | 4    | 10   | 14   | EL   | 113            | 16             |

M = Medaljlopp; EL = Eliminerad – gick inte vidare till medaljloppet;
Öppen
| Seglare                        | Gren    | Lopp | Lopp | Lopp | Lopp | Lopp | Lopp | Lopp | Lopp | Lopp | Lopp | Lopp | Summerad poäng | Finalplacering |
| Seglare                        | Gren    | 1    | 2    | 3    | 4    | 5    | 6    | 7    | 8    | 9    | 10   | M*   | Summerad poäng | Finalplacering |
| ------------------------------ | ------- | ---- | ---- | ---- | ---- | ---- | ---- | ---- | ---- | ---- | ---- | ---- | -------------- | -------------- |
| Carlos Espínola Santiago Lange | Tornado | 13   | 1    | 1    | 12   | 4    | 6    | 9    | 1    | 9    | 1    | 6    | 56             | 3              |

M = Medaljlopp; EL = Eliminerad – gick inte vidare till medaljloppet;

## Simning
- Huvudartikel: Simning vid olympiska sommarspelen 2008

## Skytte
- Huvudartikel: Skytte vid olympiska sommarspelen 2008

## Taekwondo
| Idrottare      | Gren            | Åttondelsfinaler     | Kvartsfinaler        | Semifinaer           | Återkval             | Bronsmatch           | Final                | Final            |
| Idrottare      | Gren            | Motståndare Resultat | Motståndare Resultat | Motståndare Resultat | Motståndare Resultat | Motståndare Resultat | Motståndare Resultat | Placering        |
| -------------- | --------------- | -------------------- | -------------------- | -------------------- | -------------------- | -------------------- | -------------------- | ---------------- |
| Vanina Sánchez | Damernas −67 kg | Guler (TUR) W 4–0    | Sergerie (CAN) L 0–3 | Gick inte vidare     | Morgan (AUS) L 2–9   | Gick inte vidare     | Gick inte vidare     | Gick inte vidare |

## Tennis
Herrar
| Spelare                          | Gren       | Omgång 1                         | Omgång 2                                        | Åttondelsfinaler         | Kvartsfinaler     | Semifinaler       | Final / BM        | Final / BM       |
| Spelare                          | Gren       | Motståndare Poäng                | Motståndare Poäng                               | Motståndare Poäng        | Motståndare Poäng | Motståndare Poäng | Motståndare Poäng | Placering        |
| -------------------------------- | ---------- | -------------------------------- | ----------------------------------------------- | ------------------------ | ----------------- | ----------------- | ----------------- | ---------------- |
| Agustín Calleri                  | Herrsingel | Mullings (BAH) W 6–1, 6–1        | Lu Y-h (TPE) L 4–6, 4–6                         | Gick inte vidare         | Gick inte vidare  | Gick inte vidare  | Gick inte vidare  | Gick inte vidare |
| Guillermo Cañas                  | Herrsingel | Niemeyer (CAN) W 3–6, 4–2r       | Simon (FRA) L 5–7, 1–6                          | Gick inte vidare         | Gick inte vidare  | Gick inte vidare  | Gick inte vidare  | Gick inte vidare |
| Juan Mónaco                      | Herrsingel | Čilić (CRO) L 4–6, 7–6(7–5), 3–6 | Gick inte vidare                                | Gick inte vidare         | Gick inte vidare  | Gick inte vidare  | Gick inte vidare  | Gick inte vidare |
| David Nalbandian                 | Herrsingel | Zeng Sx (CHN) W 6–2, 6–1         | Massú (CHI) W 7–6(7–0), 6–1                     | Monfils (FRA) L 4–6, 4–6 | Gick inte vidare  | Gick inte vidare  | Gick inte vidare  | Gick inte vidare |
| Agustín Calleri Juan Mónaco      | Herrdubbel | i.u.                             | Guccione / Hewitt (AUS) L 4–6, 6–7(4–7), 6–8    | Gick inte vidare         | Gick inte vidare  | Gick inte vidare  | Gick inte vidare  | Gick inte vidare |
| Guillermo Cañas David Nalbandian | Herrdubbel | i.u.                             | Darcis / Rochus (BEL) L 7–6(8–6), 6–7(5–7), 3–6 | Gick inte vidare         | Gick inte vidare  | Gick inte vidare  | Gick inte vidare  | Gick inte vidare |

Herrar
| Spelare                    | Gren      | Omgång 1                   | Omgång 2                         | Åttondelsfinaler                     | Kvartsfinaler     | Semifinaler       | Final / BM        | Final / BM       |
| Spelare                    | Gren      | Motståndare Poäng          | Motståndare Poäng                | Motståndare Poäng                    | Motståndare Poäng | Motståndare Poäng | Motståndare Poäng | Placering        |
| -------------------------- | --------- | -------------------------- | -------------------------------- | ------------------------------------ | ----------------- | ----------------- | ----------------- | ---------------- |
| Gisela Dulko               | Damsingel | Dellacqua (AUS) L 3–6, 4–6 | Gick inte vidare                 | Gick inte vidare                     | Gick inte vidare  | Gick inte vidare  | Gick inte vidare  | Gick inte vidare |
| Gisela Dulko Betina Jozami | Damdubbel | i.u.                       | Obziler / Pe'er (ISR) W 6–3, 6–2 | Vesnina / Zvonareva (RUS) L 2–6, 3–6 | Gick inte vidare  | Gick inte vidare  | Gick inte vidare  | Gick inte vidare |

## Tyngdlyftning
- Huvudartikel: Tyngdlyftning vid olympiska sommarspelen 2008

## Volleyboll
- Huvudartikel: Volleyboll vid olympiska sommarspelen 2008